# Liu Ming Chong
Liu Ming Chung (Taiwan, 1 de janeiro de 1963) é um empresário, dentista e bilionário sino-brasileiro. Nascido em Taiwan, mudou-se em 1970 para o Brasil junto de seus pais e seus irmãos. Viveu em Curitiba antes de se mudar a São Paulo onde também estudou odontologia na Universidade Santo Amaro.

## Nine Dragons
Após se formar em na faculdade de odontologia, chegou a atender com um grupo de amigos, mas logo percebera que não queria fazer aquilo para o resto de sua vida. Decidiu em 1988, então, a trabalhar em uma empresa de aço.
Em uma viagem de negócios a Hong Kong conheceu sua esposa, Cheung Yan. Ela, que também era empresária, propôs a Liu Ming uma parceria para adquirir sobras de papel nos Estados Unidos. Já na década de 90, o casal se mudou para este país onde se casaram e tiveram um filho. Juntos, eles fundaram a America Chung. Liu Ming ficou responsável por negociar com fábricas que não reaproveitavam papel. Graças ao grande volume de papel excedente e à falta de experiência do setor em exportação, o negócio teve um rápido crescimento.
No início dos anos 2000, Liu Ming e Cheung decidiram se mudar para a China e abrir a fábrica de papel Nine Dragons. O negócio prosperou rapidamente, em grande parte devido ao período de mudanças que o país estava passando, com incentivo estatal para empresas privadas. A empresa logo se tornou a maior produtora de embalagens da China. Eles, porém, enfrentaram dificuldades, particularmente durante a crise financeira de 2008.
Em 2021, Liu Ming acumulou uma fortuna de US$ 2,3 bilhões (equivalente a R$ 11,2 bilhões), que diminuiu para US$ 1,6 bilhão em 2022. Na lista oficial da Forbes de 2023 sua fortuna foi calculada em US$ 1,4 bilhão. Atualmente, a revista estima o patrimônio de Liu Ming em US$ 1,2 bilhão.